# Elizabeth (canção de Ghost)
"Elizabeth" é uma canção da banda de rock sueca Ghost. A faixa foi lançada como o primeiro single do primeiro álbum de estúdio do grupo, Opus Eponymous.

## Antecedentes e lançamento
A música "Elizabeth" é sobre Isabel Bathory. Em 2010, a banda produziu uma demo de três faixas e o single em vinil "Elizabeth", antes de lançar seu primeiro álbum de estúdio, Opus Eponymous, em 18 de outubro de 2010.

## Lista de músicas
| Lado A |             |         |  |
| N.º    | Título      | Duração |  |
| 1.     | "Elizabeth" | 3:54    |  |

| Lado B |               |         |  |
| N.º    | Título        | Duração |  |
| 1.     | "Death Knell" | 4:35    |  |

## Pessoal
Créditos adaptados do encarte.
- Papa Emeritus - vocais
- Nameless Ghouls - todos os instrumentistas: guitarrista solo, baixista, tecladista, baterista, guitarrista rítmico